# Collegio plurinominale Piemonte 1 - 01 (2017)
Il collegio elettorale plurinominale Piemonte 1 - 01 è stato un collegio elettorale plurinominale della Repubblica italiana per l'elezione della Camera dei deputati tra il 2017 ed il 2022.

## Territorio
Come previsto dalla legge elettorale italiana del 2017, il collegio è stato definito tramite decreto legislativo all'interno della circoscrizione Piemonte 1.
Il collegio comprendeva la zona definita dai cinque collegi uninominali Piemonte 1 - 01 (Torino-Centro), Piemonte 1 - 02 (Torino-Barriera di Milano), Piemonte 1 - 03 (Torino-Vallette), Piemonte 1 - 04 (Torino-Mirafiori) e Piemonte 1 - 06 (Collegno).

## Dati elettorali

### XVIII legislatura
Come previsto dalla legge elettorale, 386 deputati erano eletti in 63 collegi plurinominali con ripartizione proporzionale a livello nazionale tra le coalizioni e le singole liste che avessero superato la soglia di sbarramento stabilita.
Nel collegio venivano eletti 12 deputati.
| Liste          | Liste                    | Proporzionale | Proporzionale | Proporzionale | Maggioritario | Maggioritario | Maggioritario |  |
| Liste          | Liste                    | Voti          | %             | Seggi         | Voti          | %             | Seggi         |  |
| -------------- | ------------------------ | ------------- | ------------- | ------------- | ------------- | ------------- | ------------- |  |
|                | Lega                     | 107 327       | 16,95         | 1             | 206 482       | 32,60         | 2             |  |
|                | Forza Italia             | 73 193        | 11,56         | 1             | 206 482       | 32,60         | 2             |  |
|                | Fratelli d'Italia        | 22 954        | 3,62          | –             | 206 482       | 32,60         | 2             |  |
|                | Noi con l'Italia – UDC   | 3 008         | 0,47          | –             | 206 482       | 32,60         | 2             |  |
|                | Partito Democratico      | 159 365       | 25,16         | 2             | 201 553       | 31,82         | 2             |  |
|                | +Europa                  | 36 299        | 5,73          | –             | 201 553       | 31,82         | 2             |  |
|                | Italia Europa Insieme    | 3 155         | 0,50          | –             | 201 553       | 31,82         | 2             |  |
|                | Civica Popolare          | 2 734         | 0,43          | –             | 201 553       | 31,82         | 2             |  |
|                | Movimento 5 Stelle       | 170 335       | 26,90         | 2             | 170 335       | 26,90         | 1             |  |
|                | Liberi e Uguali          | 33 496        | 5,29          | 1             | 33 496        | 5,29          | –             |  |
|                | Potere al Popolo!        | 9 205         | 1,45          | –             | 9 205         | 1,45          | –             |  |
|                | CasaPound                | 6 263         | 0,99          | –             | 6 263         | 0,99          | –             |  |
|                | Il Popolo della Famiglia | 4 232         | 0,67          | –             | 4 232         | 0,67          | –             |  |
|                | Partito Valore Umano     | 1 757         | 0,28          | –             | 1 757         | 0,28          | –             |  |
| Totale         | Totale                   | 633 323       | 100           | 7             | 633 323       | 100           | 5             |  |
|                |                          |               |               |               |               |               |               |  |
| Schede bianche | Schede bianche           | 4 278         | 0,66          |               |               |               |               |  |
| Schede nulle   | Schede nulle             | 14 797        | 2,27          |               |               |               |               |  |
| Votanti        | Votanti                  | 652 398       | 74,04         |               |               |               |               |  |
| Elettori       | Elettori                 | 881 135       |               |               |               |               |               |  |

## Eletti

### Eletti nei collegi uninominali
Eletti nella coalizione di centro-destra (Lega - FI - FdI - NcI-UDC)
     Eletti nella coalizione di centro-sinistra (PD - +EUR - CP - Insieme)
     Eletti nel Movimento 5 Stelle
| Collegio uninominale         | Eletto | Eletto            | Partito |
| ---------------------------- | ------ | ----------------- | ------- |
| 1. Torino-Centro             |        | Andrea Giorgis    | PD      |
| 2. Torino-Barriera di Milano |        | Roberto Rosso     | FI      |
| 3. Torino-Vallette           |        | Augusta Montaruli | FdI     |
| 4. Torino-Mirafiori          |        | Stefano Lepri     | PD      |
| 6. Collegno                  |        | Celeste D'Arrando | M5S     |

### Eletti nella quota proporzionale
| M5S                              | Partito Democratico             | Lega           | Forza Italia    | Liberi e Uguali   |
| -------------------------------- | ------------------------------- | -------------- | --------------- | ----------------- |
|                                  |                                 |                |                 |                   |
| Laura Castelli Davide Serritella | Silvia Fregolent Giacomo Portas | Elena Maccanti | Paolo Zangrillo | Nicola Fratoianni |

1. 1 2  In data 21.06.2022 aderisce al gruppo Insieme per il Futuro.
2. ↑  In data 19.09.2019 aderisce al gruppo Italia Viva - Italia C'è.
3. ↑  In data 24.09.2019 aderisce al gruppo Italia Viva - Italia C'è.